# Budizem v Sloveniji
Budizem spada v Sloveniji med manj zastopane religije, števila pripadnikov te veroizpovedi pa ni mogoče natančno določiti. Kot v večini evropskih držav so prisotne različne veje in šole budizma, ki predstavljajo skupine raznih velikosti. Slovenija ima en tibetanski budističen tempelj v Ljubljani in en samostan v Goljeku.

## Budistični samostani
Gozdni samostan Samaṇadīpa v Goljeku pri Trebnjem je manjše redovniško zatočišče za manjše število menihov iz kontemplativne in konzervativne gozdne tradicije theravadskega budizma, ki je bil ustanovljen aprila 2016. Samaṇadīpa je povezana z linijo gozdnih tradicij, ustanovitelj in vodja samostana pa je adžan Hiriko.

## Budistične organizacije
V okviru verskih skupnosti, registriranih pri Uradu za verske skupnosti Vlade Republike Slovenije, lahko navedemo:
- Buddha-Dharma, registrirana leta 1995
- Budistična kongregacija Dharmaling, registrirana v letu 2004. Organizacija je aktivna tudi na Madžarskem, v Avstriji, Rusiji, Romuniji, Franciji, Indiji. Ta skupnost ima rezidentnega Lamo, Lamo Shenphena Rinpočeja. 4. julija 2008 je bil podpisan sporazum med kongregacijo Dharmaling in Republiko Slovenijo.

V okviru društev so v Sloveniji aktivne naslednje skupine:
- Gozdni samostan Samanadipa - theravadski budistični samostan
- Društvo theravadskih budistov Bhavana - laični center Forest Sanghe.
- Šambala budistična skupina Ljubljana
- Yeshe Khorlo skupina - Njingma veja tibetanskega budizma
- Palpung Ješe Čöling - center kongregacije Palpung iz Kagju linije Vadžrajana budizma.
- Budistična skupina Chagna Pemo - PPMT skupina iz Gelug linije tibetanskega budizma
- Phova skupina (osredotočena na prakso phove, pod vodstvom Ayang Rinpočeja)
- Slovensko budistično društvo Madyamika, Srednja pot
- Zen skupina
- Budizem Diamantne poti
- Kadamski budizem (Nova kadamska tradicija)

## Število vernikov
Popis prebivalstva iz leta 2002 ne navaja izrecno budistične veroizpovedi, marveč so jo združili pod naziv »orientalske veroizpovedi«, zato števila vernikov ni mogoče natančno določiti. V grobih ocenah omenjajo nekaj sto vernikov, kar je skladno s podatkom, da se je v popisu za orientalske vernike izreklo približno 1000 slovenskih državljanov.